# Wee Cho Yaw
Wee Cho Yaw (chinesisch 黃祖耀 / 黄祖耀, Pinyin Huáng Zǔyào; * 1929; † 3. Februar 2024) war ein singapurischer Unternehmer.

## Leben
Wee leitete bis 2007 das Unternehmen United Overseas Bank, bei dem er seit 1958 beschäftigt war. Die Bank war von seinem Vater Wee Kheng Chiang gegründet worden. Nach Angaben des US-amerikanischen Forbes Magazin gehörte Wee zu den reichsten Personen in Singapur. Er war verheiratet, hatte fünf Kinder und wohnte in Singapur.